# 1976 no cinema

## Eventos
- 29 de março - Na cerimónia dos Óscares, o filme de Milos Forman One Flew Over the Cuckoo's Nest vence as principais categorias: melhor filme, melhor realização, melhor ator principal e melhor atriz principal.
- O filme Taxi Driver, de Martin Scorsese, arrebata a Palma de Ouro do Festival de Cannes.

## Principais[vago]filmes produzidos
- L'argent de poche, de François Truffaut
- A Star Is Born (1976), de Frank Pierson, com Barbra Streisand
- Ai no corrida (O império dos sentidos), de Nagisa Oshima
- Ansikte mot ansikte, de Ingmar Bergman, com Liv Ullmann e Erland Josephsson
- Barocco, de André Téchiné, com Isabelle Adjani e Gérard Depardieu
- Brutti, sporchi e cattivi, de Ettore Scola
- Cadaveri eccellenti, de Francesco Rosi, com Lino Ventura
- Carrie, de Brian De Palma, com Sissy Spacek
- Chão bruto, de Dionísio Azevedo, com Maurício do Valle e Regina Duarte
- Cria cuervos, de Carlos Saura, com Geraldine Chaplin
- Cântico final, de Manuel Guimarães, com Ruy de Carvalho, Varela Silva e Simone de Oliveira
- La dernière femme, de Marco Ferreri, com Gérard Depardieu e Ornella Muti
- Die Marquise von O, de Eric Rohmer, com Bruno Ganz
- Dona Flor e seus dois maridos, de Bruno Barreto, com Sónia Braga e José Wilker
- Family plot, de Alfred Hitchcock, com Bruce Dern
- Foxtrot, de Arturo Ripstein, com Peter O'Toole, Charlotte Rampling e Max von Sydow
- The front, de Martin Ritt, com Woody Allen e Zero Mostel
- Casanova, de Federico Fellini, com Donald Sutherland
- Im lauf der zeit, de Wim Wenders, com Rüdiger Vogler
- L'innocente, de Luchino Visconti, com Giancarlo Giannini
- Je t'aime moi non plus, de Serge Gainsbourg, com Jane Birkin
- King Kong, de John Guillermin, com Jeff Bridges e Jessica Lange
- Le locataire, de Roman Polanski, com Isabelle Adjani
- Mado, de Claude Sautet, com Michel Piccoli e Romy Schneider
- Next stop, Greenwich Village, de Paul Mazursky, com Shelley Winters e Christopher Walken
- Nickeodeon, de Peter Bogdanovich, com Ryan O'Neal e Tatum O'Neal
- Novecento, de Bernardo Bertolucci, com Gérard Depardieu, Robert DeNiro e Donald Sutherland
- Rocky, de John G. Avildsen, com Sylvester Stallone
- Sebastiane, de Derek Jarman e Paul Humfress, com Richard Warwick
- Taxi Driver, de Martin Scorsese, com Robert DeNiro, Harvey Keitel e Jodie Foster
- Todo modo, de Elio Petri, com Gian Maria Volonté e Marcello Mastroianni
- Vizi privati, pubbliche virtù, de Miklós Jancsó

## Nascimentos
| Data            | Nome                 | Profissão                                       | Nacionalidade     | Observações | Ref |
| --------------- | -------------------- | ----------------------------------------------- | ----------------- | ----------- | --- |
| 2 de janeiro    | Paz Vega             | atriz                                           | Espanha           |             |     |
| 13 de janeiro   | Alice Winocour       | roteirista e diretora                           | França            |             |     |
| 19 de janeiro   | Marsha Thomason      | atriz                                           | Estados Unidos    |             |     |
| 31 de janeiro   | Malvino Salvador     | ator e modelo                                   | Brasil            |             |     |
| 5 de fevereiro  | Tony Jaa             | ator                                            | Tailândia         |             |     |
| 12 de fevereiro | Sylvia Saint         | modelo e actriz pornográfica                    | Chéquia           |             |     |
| 28 de fevereiro | Ali Larter           | modelo e atriz                                  | Estados Unidos    |             |     |
| 1 de março      | Luke Mably           | ator                                            | Inglaterra        |             |     |
| 8 de março      | Freddie Prinze Jr    | ator                                            | Estados Unidos    |             |     |
| 17 de março     | Brittany Daniel      | atriz                                           | Estados Unidos    |             |     |
| 18 de março     | Giovanna Antonelli   | atriz                                           | Brasil            |             |     |
| 22 de março     | Vladimir Brichta     | ator                                            | Brasil            |             |     |
| 22 de março     | Reese Witherspoon    | atriz                                           | Estados Unidos    |             |     |
| 26 de março     | Nurgül Yeşilçay      | atriz                                           | Turquia           |             |     |
| 26 de março     | Amy Smart            | atriz                                           | Estados Unidos    |             |     |
| 13 de abril     | Jonathan Brandis     | ator                                            | Estados Unidos    | m.2003      |     |
| 18 de abril     | Melissa Joan Hart    | atriz                                           | Estados Unidos    |             |     |
| 16 de maio      | Ticiane Pinheiro     | atriz e modelo                                  | Brasil            |             |     |
| 31 de maio      | Colin Farrell        | ator                                            | Irlanda           |             |     |
| 7 de junho      | Nora Salinas         | Atriz                                           | México            |             |     |
| 8 de junho      | Eion Bailey          | ator                                            | Estados Unidos    |             |     |
| 13 de junho     | Suzana Pires         | atriz e roteirista                              | Brasil            |             |     |
| 14 de junho     | Lavínia Vlasak       | atriz                                           | Brasil            |             |     |
| 24 de junho     | Erik Marmo           | ator                                            | Brasil            |             |     |
| 27 de junho     | Wagner Moura         | ator                                            | Brasil            |             |     |
| 12 de julho     | Anna Friel           | atriz                                           | Inglaterra        |             |     |
| 13 de julho     | Gustavo Haddad       | ator                                            | Brasil            |             |     |
| 19 de julho     | Benedict Cumberbatch | ator                                            | Reino Unido       |             |     |
| 21 de julho     | Emanuelle Araújo     | atriz e cantora                                 | Brasil            |             |     |
| 4 de agosto     | Maeve Jinkings       | atriz                                           | Brasil            |             |     |
| 5 de agosto     | Marlene Favela       | atriz                                           | México            |             |     |
| 9 de agosto     | Rhona Mitra          | atriz                                           | Inglaterra        |             |     |
| 15 de agosto    | Dany Bananinha       | atriz e modelo                                  | Brasil            |             |     |
| 25 de agosto    | Alexander Skarsgård  | ator                                            | Suécia            |             |     |
| 29 de agosto    | Luana Piovani        | atriz                                           | Brasil            |             |     |
| 6 de setembro   | Naomie Harris        | atriz                                           | Inglaterra        |             |     |
| 7 de setembro   | Oliver Hudson        | ator                                            | Estados Unidos    |             |     |
| 29 de setembro  | Ninel Conde          | atriz e cantora                                 | México            |             |     |
| 4 de outubro    | Alicia Silverstone   | atriz                                           | Estados Unidos    |             |     |
| 8 de outubro    | Karina Bacchi        | atriz e modelo                                  | Brasil            |             |     |
| 11 de outubro   | Emily Deschanel      | atriz                                           | Estados Unidos    |             |     |
| 15 de outubro   | Rodrigo Lombardi     | ator                                            | Brasil            |             |     |
| 21 de outubro   | Carla Regina         | atriz                                           | Brasil            |             |     |
| 23 de outubro   | Ryan Reynolds        | ator                                            | Canadá            |             |     |
| 25 de outubro   | Rafael Cortez        | ator, humorista, apresentador e músico          | Brasil            |             |     |
| 26 de outubro   | Florence Kasumba     | atriz                                           | Uganda / Alemanha |             |     |
| 15 de novembro  | Virginie Ledoyen     | atriz                                           | França            |             |     |
| 15 de novembro  | Claudia Llosa        | realizadora                                     | Peru              |             |     |
| 24 de novembro  | Theo Becker          | ator, cantor, compositor, modelo e apresentador | Brasil            |             |     |
| 29 de novembro  | Chadwick Boseman     | ator                                            | Estados Unidos    | m. 2020     |     |
| 29 de novembro  | Anna Faris           | atriz                                           | Estados Unidos    |             |     |
| 2 de dezembro   | Rodrigo Teixeira     | produtor de cinema                              | Brasil            |             |     |
| 5 de dezembro   | Rafinha Bastos       | comediante e jornalista                         | Brasil            |             |     |
| 8 de dezembro   | Dominic Monaghan     | ator                                            | Alemanha          |             |     |
| 14 de dezembro  | Rodrigo Phavanello   | ator e cantor                                   | Brasil            |             |     |

## Mortes
| Data            | Nome               | Profissão | Nacionalidade  | Observações | Ref |
| --------------- | ------------------ | --- | -------------- | ----------- | --- |
| 13 de fevereiro | Sal Mineo          | ator | Estados Unidos | n. 1939     |     |
| 14 de março     | Busby Berkeley     | coreógrafo e realizador                                                                                          | Estados Unidos | n. 1895     |     |
| 17 de março     | Luchino Visconti   | realizador | Itália         | n. 1906     |     |
| 28 de março     | Richard Arlen      | ator | Estados Unidos | n. 1900     |     |
| 5 de abril      | Howard Hughes      | aviador, engenheiro, industrial, produtor de cinema, diretor cinematográfico e um dos homens mais ricos do mundo | Estados Unidos | n. 1905     |     |
| 25 de abril     | Carol Reed         | realizador | Reino Unido    | n. 1906     |     |
| 4 de junho      | Zoltán Latinovits  | ator | Hungria        | n. 1931     |     |
| 7 de junho      | Thalma de Oliveira | jornalista, radialista, dramaturgo, autor de telenovelas, poeta e roteirista                                     | Brasil         | n. 1917     |     |
| 2 de agosto     | Fritz Lang         | realizador | Alemanha       | n. 1890     |     |
| 15 de novembro  | Jean Gabin         | ator | França         | n. 1904     |     |
| 28 de novembro  | Rosalind Russell   | atriz | Estados Unidos | n. 1907     |     |